# Saint-Germain-d'Ectot
Pour les articles homonymes, voir Saint-Germain.
Saint-Germain-d'Ectot est une ancienne commune française, située dans le département du Calvados en région Normandie, peuplée de 313 habitants. Au 1er janvier 2017, la commune devient une commune déléguée au sein de la commune nouvelle d'Aurseulles.

## Géographie
La commune est dans le canton de Caumont-l'Éventé. Son bourg est à 7,5 km au nord-est du chef-lieu de canton, à 7,5 km au nord-ouest de Villers-Bocage et à 29 km à l'ouest de Caen.
Le point culminant (168 m) se situe en limite ouest, près du lieu-dit la Couarde. Le point le plus bas (101 m) correspond à la sortie du Candon du territoire, à l'est. La commune est bocagère.
| Torteval-Quesnay  | Torteval-Quesnay      | Anctoville |
| Livry             | Saint-Germain-d'Ectot | Anctoville |
| Livry, Anctoville | Anctoville            | Anctoville |

## Toponymie
Le nom de la localité est attesté sous la forme Sanctus Germanus d'Heketot en 1195. La paroisse était dédiée à Germain d'Auxerre, évêque du Ve siècle. Ectot serait issu du scandinave aski, « frêne », et topt, « village ».

## Politique et administration
| Période                                  | Période   | Identité            | Étiquette | Qualité    |
| ---------------------------------------- | --------- | ------------------- | --------- | ---------- |
| 1989                                     | mars 2008 | Pierre Rozier       | SE        |            |
| mars 2008                                | En cours  | Jean-Claude Lécluse | SE        | Technicien |
| Les données manquantes sont à compléter. |           |                     |           |            |

Le conseil municipal est composé de onze membres dont le maire et deux adjoints.

## Démographie
L'évolution du nombre d'habitants est connue à travers les recensements de la population effectués dans la commune depuis 1793. À partir du 1er janvier 2009, les populations légales des communes sont publiées annuellement dans le cadre d'un recensement qui repose désormais sur une collecte d'information annuelle, concernant successivement tous les territoires communaux au cours d'une période de cinq ans. 
Pour les communes de moins de 10 000 habitants, une enquête de recensement portant sur toute la population est réalisée tous les cinq ans, les populations légales des années intermédiaires étant quant à elles estimées par interpolation ou extrapolation. Pour la commune, le premier recensement exhaustif entrant dans le cadre du nouveau dispositif a été réalisé en 2008,.
En 2021, la commune comptait 313 habitants, en évolution de +6,46 % par rapport à 2015 (Calvados : +1,58 %, France hors Mayotte : +2,49 %).
Saint-Germain-d'Ectot a compté jusqu'à 566 habitants en 1806.
| 1793 | 1800 | 1806 | 1821 | 1831 | 1836 | 1841 | 1846 | 1851 |
| ---- | ---- | ---- | ---- | ---- | ---- | ---- | ---- | ---- |
| 561  | 543  | 566  | 478  | 442  | 510  | 470  | 458  | 440  |

| 1856 | 1861 | 1866 | 1872 | 1876 | 1881 | 1886 | 1891 | 1896 |
| ---- | ---- | ---- | ---- | ---- | ---- | ---- | ---- | ---- |
| 461  | 447  | 432  | 401  | 380  | 361  | 353  | 353  | 349  |

| 1901 | 1906 | 1911 | 1921 | 1926 | 1931 | 1936 | 1946 | 1954 |
| ---- | ---- | ---- | ---- | ---- | ---- | ---- | ---- | ---- |
| 322  | 334  | 312  | 254  | 274  | 246  | 242  | 161  | 220  |

| 1962 | 1968 | 1975 | 1982 | 1990 | 1999 | 2008 | 2013 | 2018 |
| ---- | ---- | ---- | ---- | ---- | ---- | ---- | ---- | ---- |
| 272  | 233  | 202  | 217  | 262  | 275  | 318  | 300  | 278  |

| 2019 | - | - | - | - | - | - | - | - |
| ---- | - | - | - | - | - | - | - | - |
| 272  | - | - | - | - | - | - | - | - |

## Lieux et monuments

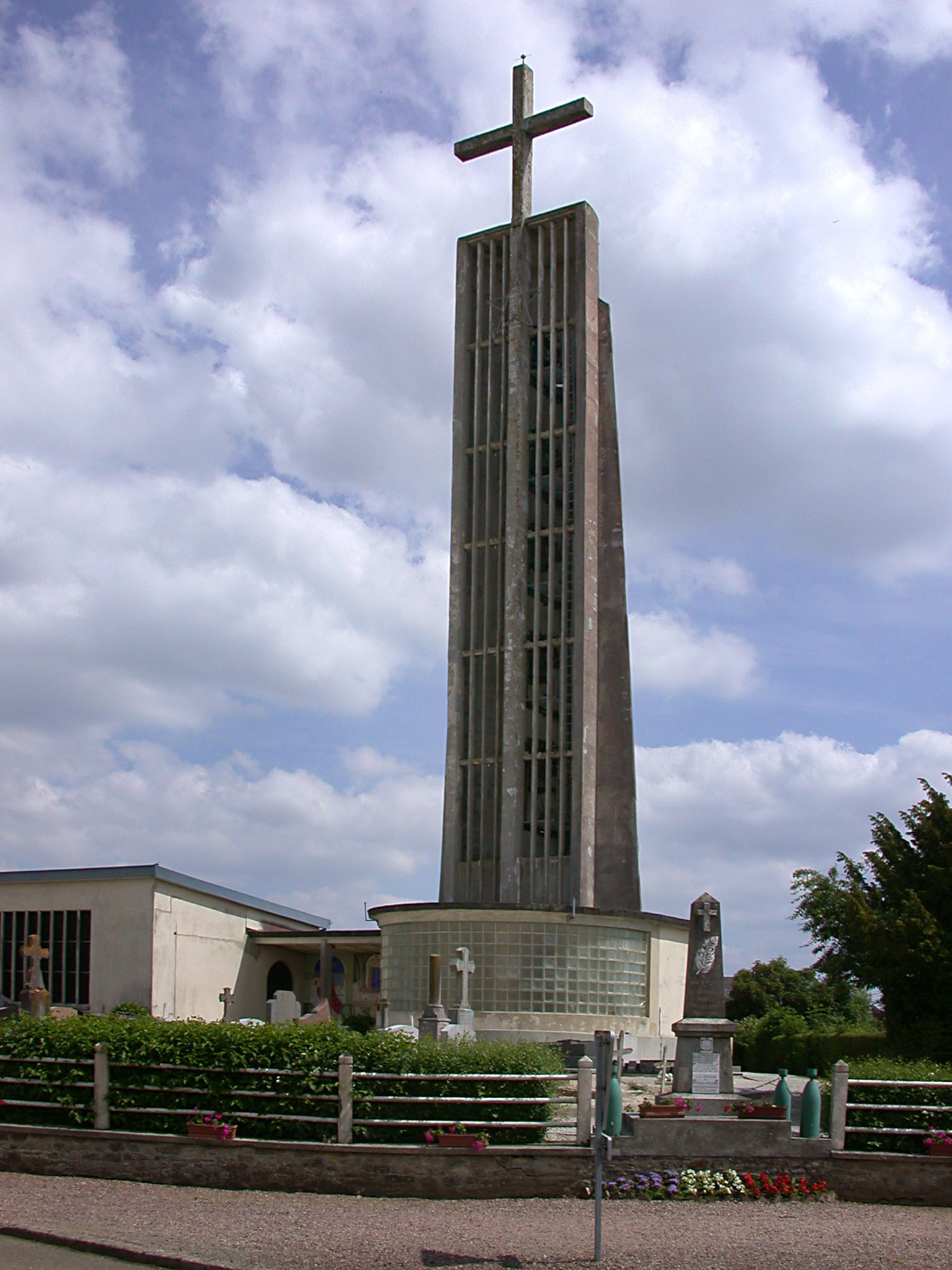
Le clocher de l'église Saint-Germain et le monument aux morts.

- L'église Saint-Germain-et-Saint-Loup (Reconstruction). Elle abrite trois statues classées à titre d'objets aux Monuments historiques (Vierge à l'Enfant à l'oiseau, saint Léonard de Noblac et un saint évêque des XVe et XVIe siècles[11].

## Personnalités liées à la commune
- Anne-Alexandre-Gabriel-Augustin de Cairon (1748 à Saint-Germain-d'Ectot - 1832 à Saint-Germain-d'Ectot), homme politique, député de la noblesse aux états généraux de 1789.
- Louis Robert Paysant (1787-1841), évêque d'Angers, est né à Crosville, lieu-dit qui dépendait alors de la paroisse de Saint-Germain-d'Ectot, rattaché ensuite à la commune de Torteval[12].